# Apremont (Ain)
Apremont ist eine französische Gemeinde mit 399 Einwohnern (Stand 1. Januar 2022) im Département Ain in der Region Auvergne-Rhône-Alpes. Sie gehört zum Kanton Nantua im Arrondissement Nantua.

## Geographie
Apremont liegt auf 900 m, etwa sechs Kilometer südlich der Stadt Oyonnax und 33 km östlich der Präfektur Bourg-en-Bresse (Luftlinie). Das Bauerndorf erstreckt sich im Haut-Bugey, im Jura, in einer Talmulde im Quellgebiet der Ange, am Westfuß des Mont Burdet, nördlich der tief eingeschnittenen Cluse de Nantua.
Die Fläche des 14,57 km² großen Gemeindegebiets umfasst einen Abschnitt des südlichen französischen Juras. Der zentrale Teil wird von den Mulde von Apremont eingenommen, die eine Breite von einem Kilometer aufweist, sich in Nord-Süd-Richtung erstreckt, auf durchschnittlich 920 m liegt und geologisch ein Antiklinaltal bildet. Der nördliche Abschnitt wird durch die Ange durch ein rasch abfallendes Erosionstal entwässert, während der südliche Teil keinen oberirdischen Abfluss zeigt.
Flankiert wird dieses Antiklinaltal auf beiden Seiten von steil ansteigenden, aber nur rund 100 m hohen Hängen. Im Westen befinden sich die Waldhöhen der Grande Montagne (1007 m), des Mont Jora (1035 m) und des Haut Crêt (990 m). Das Gemeindeareal erstreckt sich bis an den Westabhang dieser Höhen, die durch verschiedene Erosionsrinnen untergliedert sind. Im Osten liegt die Abgrenzung auf dem Kamm des Mont Burdet, auf dem mit 1043 m die höchste Erhebung von Apremont erreicht wird.
Die Streusiedlung Apremont besteht aus verschiedenen Siedlungskernen, Weilern und Hofgruppen, darunter:
- Grand Vallon (890 m) in der Mulde von Apremont
- Petit Vallon (910 m) in der Mulde von Apremont und Sitz der Gemeindeverwaltung
- La Gotette (920 m) in einer Mulde am Nordabhang des Mont Jora
- Ablatrix (935 m) auf einem Plateau südlich des Haut Crêt

Nachbargemeinden von Apremont sind Oyonnax im Norden, Charix im Osten, Nantua im Süden sowie Montréal-la-Cluse, Martignat, Groissiat und Bellignat im Westen.

## Geschichte
Erstmals urkundlich erwähnt wurde Apremont im Jahr 1237 unter der lateinischen Bezeichnung apud Asperum Montem. Im Lauf der Zeit wandelte sich die Schreibweise über Aspremont (1394) und Apud Asperomontem (1437) zum heutigen Namen. Der Ortsname setzt sich aus den lateinischen Wörtern asper (rau, holperig, uneben) und mons (Berg) zusammen.
Seit dem 13. Jahrhundert bildete Apremont eine eigene kleine Herrschaft, die den Herren von Thoire-Villars unterstand und 1402 unter die Oberhoheit der Grafen von Savoyen kam. Mit dem Vertrag von Lyon gelangte Apremont im Jahre 1601 an Frankreich.

## Bevölkerung
| Jahr                       | 1962 | 1968 | 1975 | 1982 | 1990 | 1999 | 2006 | 2012 | 2020 |
| Einwohner                  | 176  | 148  | 200  | 279  | 341  | 329  | 333  | 385  | 368  |
| Quellen: Cassini und INSEE |      |      |      |      |      |      |      |      |      |

Mit 399 Einwohnern (1. Januar 2022) gehört Apremont zu den kleinen Gemeinden des Départements Ain. Nachdem die Einwohnerzahl in der ersten Hälfte des 20. Jahrhunderts abgenommen hatte (1901 wurden noch 338 Personen gezählt), wurde seit Beginn der 1970er Jahre wieder eine deutliche Bevölkerungszunahme verzeichnet. Die Ortsbewohner von Apremont heißen auf Französisch Marranes.

## Sehenswürdigkeiten
Die Kirche Saint-André in Apremont (im Ortsteil Petit Vallon) wurde 1820 erbaut. Von der ehemaligen mittelalterlichen Burg sind Ruinen erhalten; daneben befinden sich Überreste der ehemaligen Kirche.

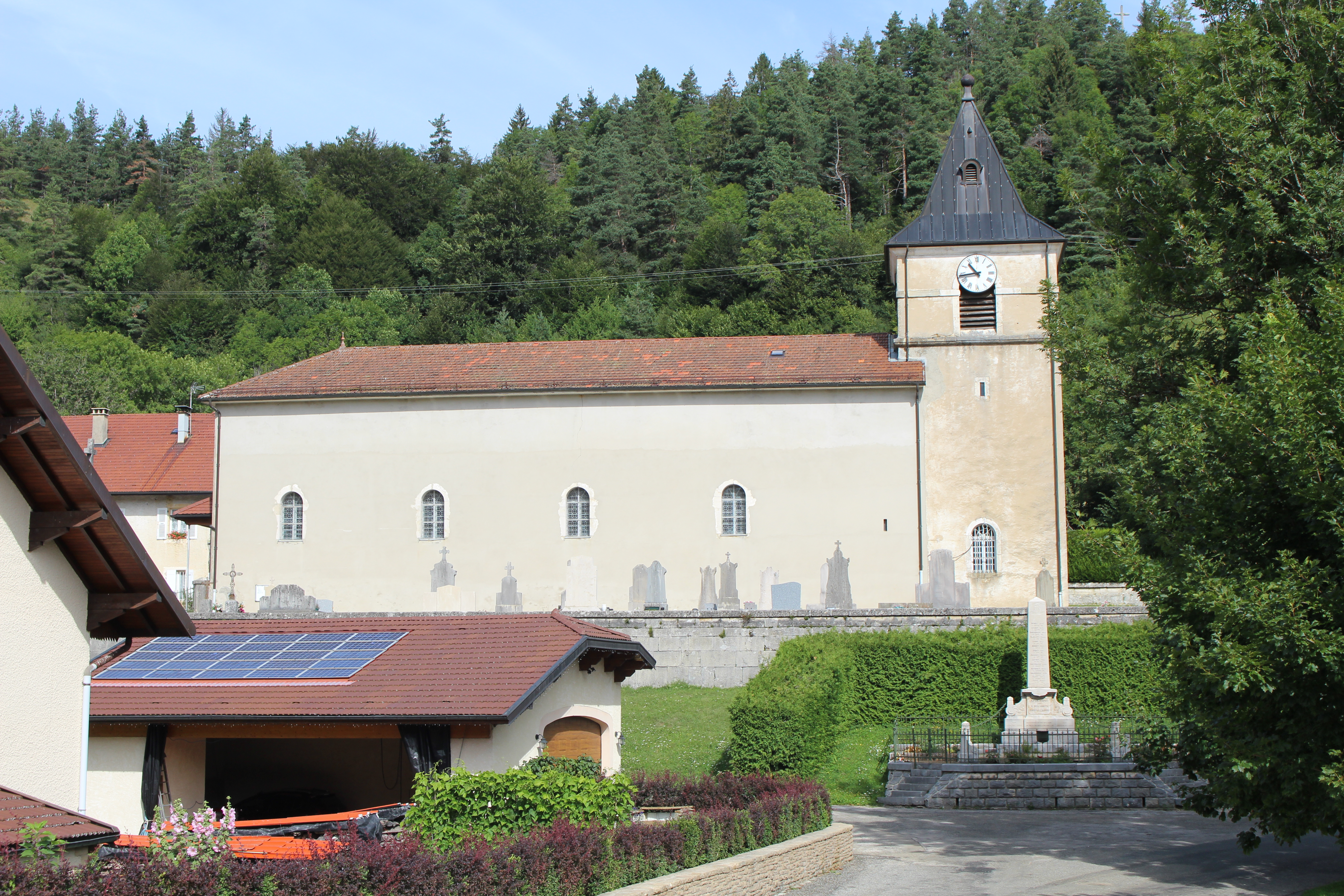
Kirche Saint-André
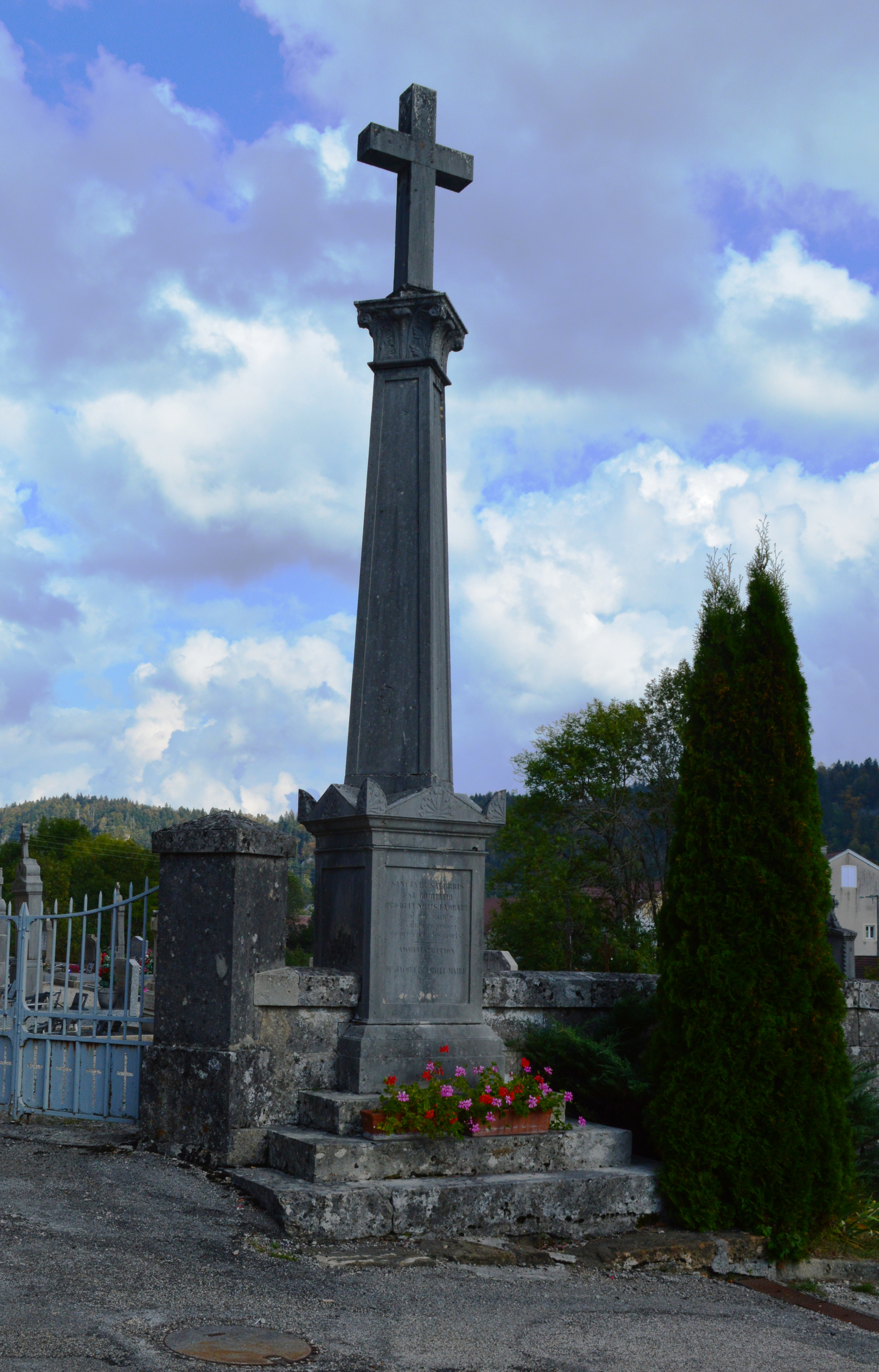
Monumentalkreuz nahe der Kirche
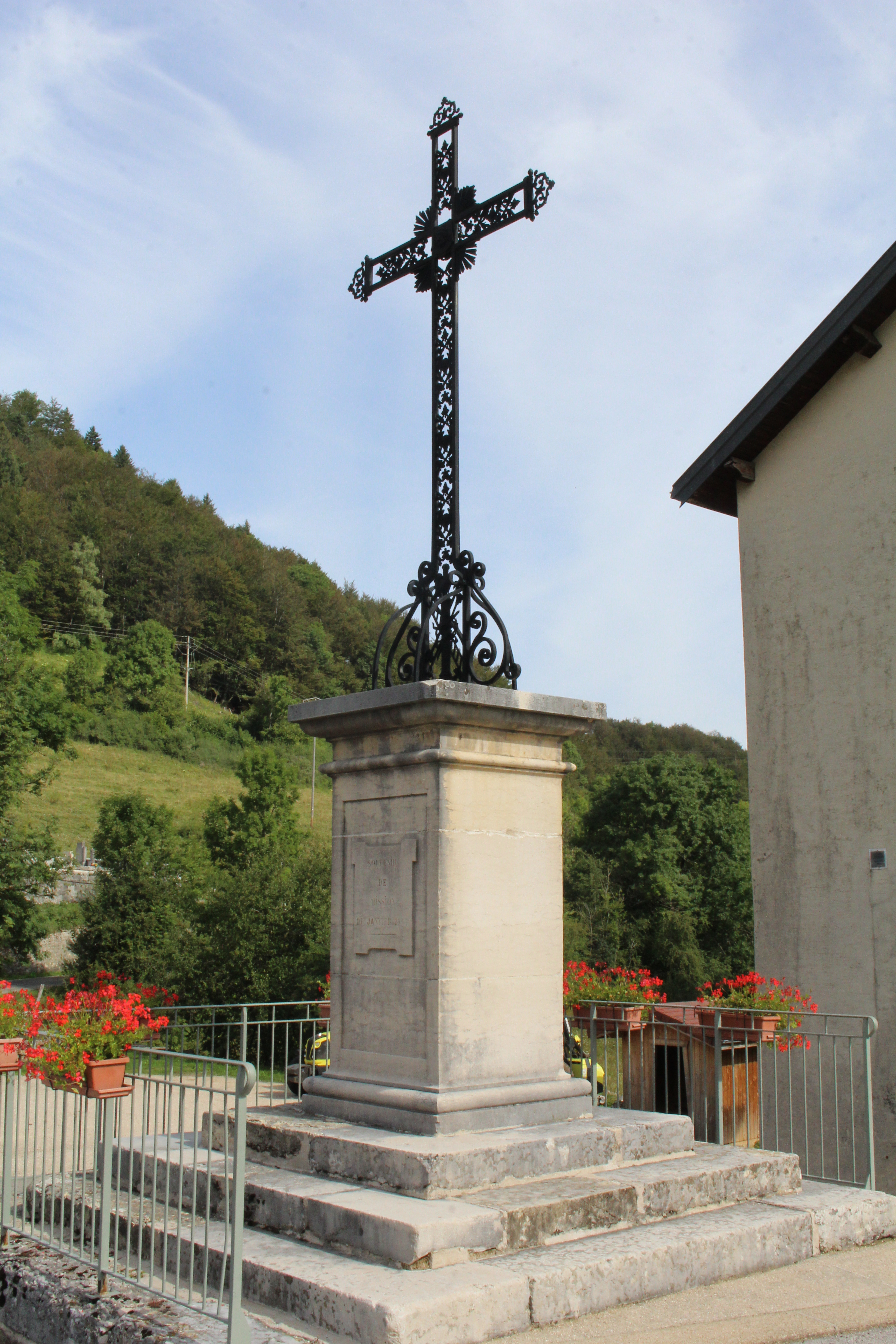
Kreuz nahe dem Rathaus

## Wirtschaft und Infrastruktur
Apremont war bis weit ins 20. Jahrhundert hinein ein vorwiegend durch die Landwirtschaft, insbesondere Viehzucht und Milchwirtschaft, sowie durch die Forstwirtschaft geprägtes Dorf. Daneben gibt es heute einige Betriebe des lokalen Kleingewerbes. Viele Erwerbstätige sind auch Wegpendler, die in den größeren Ortschaften der Umgebung ihrer Arbeit nachgehen.
Die Ortschaft liegt abseits der größeren Durchgangsstraßen. Die Hauptzufahrt erfolgt von Oyonnax. Weitere Straßenverbindungen bestehen mit Nantua und Échallon. Der nächste Anschluss an die Autobahn A404 (Saint-Martin-du-Frêne – Oyonnax) befindet sich in einer Entfernung von rund zehn Kilometern.